# Enver Jääger
Enver Jääger (* 28. Oktober 1982 in Kohila, Kreis Rapla) ist ein ehemaliger estnischer Fußballspieler.

## Karriere

### Verein
Enver Jääger stammt aus dem Nachwuchs des FC Flora Kehtna und begann seine Profikarriere 1999 beim Erstligisten FC Flora Tallinn, bei dem er bis 2007 unter Vertrag stand, 28 Tore in 100 Ligaspielen erzielte und 2001 die estnische Meisterschaft gewann. Während dieser Zeit folgten Leihen an den FC Valga Warrior, JK Tulevik Viljandi sowie zum FC Elva. Bis zum Karriereende 2009 war er noch unterklassig bei den Viertligisten Koeru JK und Eesti Koondis aktiv.

### Nationalmannschaft
Von 2001 bis 2006 absolvierte Jääger insgesamt 26 Partien für diverse estnische Jugendauswahlen und erzielte dabei vier Treffer. Sein Debüt in dessen A-Nationalmannschaft absolvierte der Stürmer am 10. Dezember 2000 im Testspiel gegen Hongkong. Beim 2:1-Auswärtssieg im Hong Kong Stadium wurde er in der 80. Minute für Indrek Zelinski eingewechselt. Seit zweites Länderspiel folgte dann am 30. November 2004 im Halbfinale des King’s Cup gegen den Gastgeber Thailand (3:4 i. E.).

## Erfolge
- Estnischer Meister: 2001

## Sonstiges
Seit jüngerer Bruder Enar Jääger (* 1984) war ebenfalls Fußballprofi und absolvierte 126 Länderspiele für die A-Nationalmannschaft Estlands.